# Saint-Léger-sur-Bresle
Saint-Léger-sur-Bresle – miejscowość i gmina we Francji, w regionie Hauts-de-France, w departamencie Somma.
Według danych na rok 2011 gminę zamieszkiwało 85 osób, a gęstość zaludnienia wynosiła 78 osób/km² (wśród 2293 gmin Pikardii Saint-Léger-sur-Bresle plasuje się na 946. miejscu pod względem liczby ludności, natomiast pod względem powierzchni na miejscu 1146.).